# Taliabuwaaierstaart
De taliabuwaaierstaart (Rhipidura sulaensis) is een zangvogel uit de familie Rhipiduridae (waaierstaarten). Op grond van onderzoek gepubliceerd in 2017 is deze soort afgesplitst van de sulawesiwaaierstaart (R. teysmanni). De soort komt voor op het eiland Taliabu een van de Soela-eilanden (Indonesië).

## Ontdekking en naamgeving
De vogel werd verzameld in 1838 tijdens een expeditie door de Soela-eilanden georganiseerd door het Amerikaanse Agassiz Museum of Comparative Zoology in Cambridge in Massachusetts (sinds 1998 het Harvard Museum of Natural History). In 1939 beschreef de Duitse vogelkundige Oscar Neumann (die tijdig Nazi-Duitsland wist te ontvluchten) deze vogel als ondersoort van de sulawesiwaaierstaart (R. teysmanni). Uit onderzoek naar de vocalisaties en aan het DNA, gepubliceerd in 2017, bleek dat de status van aparte soort verdedigbaar is.

## Kenmerken en leefgebied
De vogel is gemiddeld 14 cm lang. De verschillen in uiterlijke kenmerken met de sulawesiwaaierstaart zijn gering. De vogel is iets donkerder.

Leefgebied: De vogel komt voor in tropisch bos op hoogten tussen de 800 en 1500 meter boven zeeniveau. De vogel heeft (nog) geen aparte vermelding op de rode lijst van de IUCN.